# Kulle Westphal
Kulle Westphal im Studio

Link zum Bild

Karl-Otto „Kulle“ Westphal (* 9. September 1957; † 6. April 2011) war ein deutscher Sänger, Instrumentalist und Synchronsprecher. Bekannt wurde der Künstler sowohl als Frontmann der Fuckin’ Kius Band (zunächst gemeinsam mit Hannes Wendt) als auch als Sprecher der Comicfigur Eckat von Brösel in sämtlichen Werner-Verfilmungen und einer Radio-Comedy. 

## Leben
Neben der in erster Linie stimmlichen Verkörperung des fröhlichen und gutmütigen Meister-Röhrich-Gesellen Eckat in zum Teil sehr erfolgreichen Filmen ab dem Jahr 1990 sowie in einer gleichfalls beliebten Sendereihe im Hörfunk und einer Reihe von Schallplatten- bzw. CD-Veröffentlichungen mit der Fuckin’ Kius Band (mit dieser auch musikalische Beiträge zu den Werner-Filmsoundtracks), waren es auch die öffentlichen Auftritte Westphals, die seine Bekanntheit und Beliebtheit vor allem im norddeutschen Raum mitbegründeten. Die Bühnenshows der in den 1980er und 1990er Jahren u. a. auch mit Torfrock auftretenden, später nur noch unter dem Namen F... Kius Band firmierenden Musikgruppe galten seinerzeit als besonders spektakulär. Westphal trug hierzu mit seiner markanten Stimme und seinem nicht minder bemerkenswerten Äußeren wesentlich bei. Westphal war nicht nur Sänger in der Band, sondern spielte außerdem noch die Mundharmonika. 
Kulle Westphal starb im Alter von 53 Jahren.

## Filmografie

### Dokumentarfilm
- 2015: Flensburg Beats (als er selbst)

### Spielfilm
- 1990: Werner – Beinhart! (als Eckat)
- 1996: Werner – Das muß kesseln!!!
- 1999: Werner – Volles Rooäää!!!
- 2003: Werner – Gekotzt wird später!
- 2011: Werner – Eiskalt!

### Musikvideo
- 1991: Komm trink dat (als Interpret und Hauptdarsteller)

## Diskografie (Auswahl)

### Alben
- 1988: In Happy Valley (mit Fuckin’ Kius Band)
- 1990: Ab Dafür  (mit Fuckin’ Kius Band)
- 1997: Steine Sind Eckich (mit Fuckin’ Kius Band)

### Singles, EPs, Maxis
- 1990: Wir Brauchen... Werner (mit Fuckin’ Kius Band und Bela B. & Jan)
- 1991: Komm trink dat (mit Fuckin’ Kius Band)

### Kompilationen
- 1990: Werner – Beinhart! (mit Fuckin’ Kius Band)

### Hörbuch
- 2001: Werner – 100% Schwarzarbeit! Die Comedy Kult-Serie aus'm Radio